# Cissus subrhomboidea
Cissus subrhomboidea là một loài thực vật hai lá mầm trong họ Nho. Loài này được (Baker) Planch. miêu tả khoa học đầu tiên năm 1887.